# 版權頁

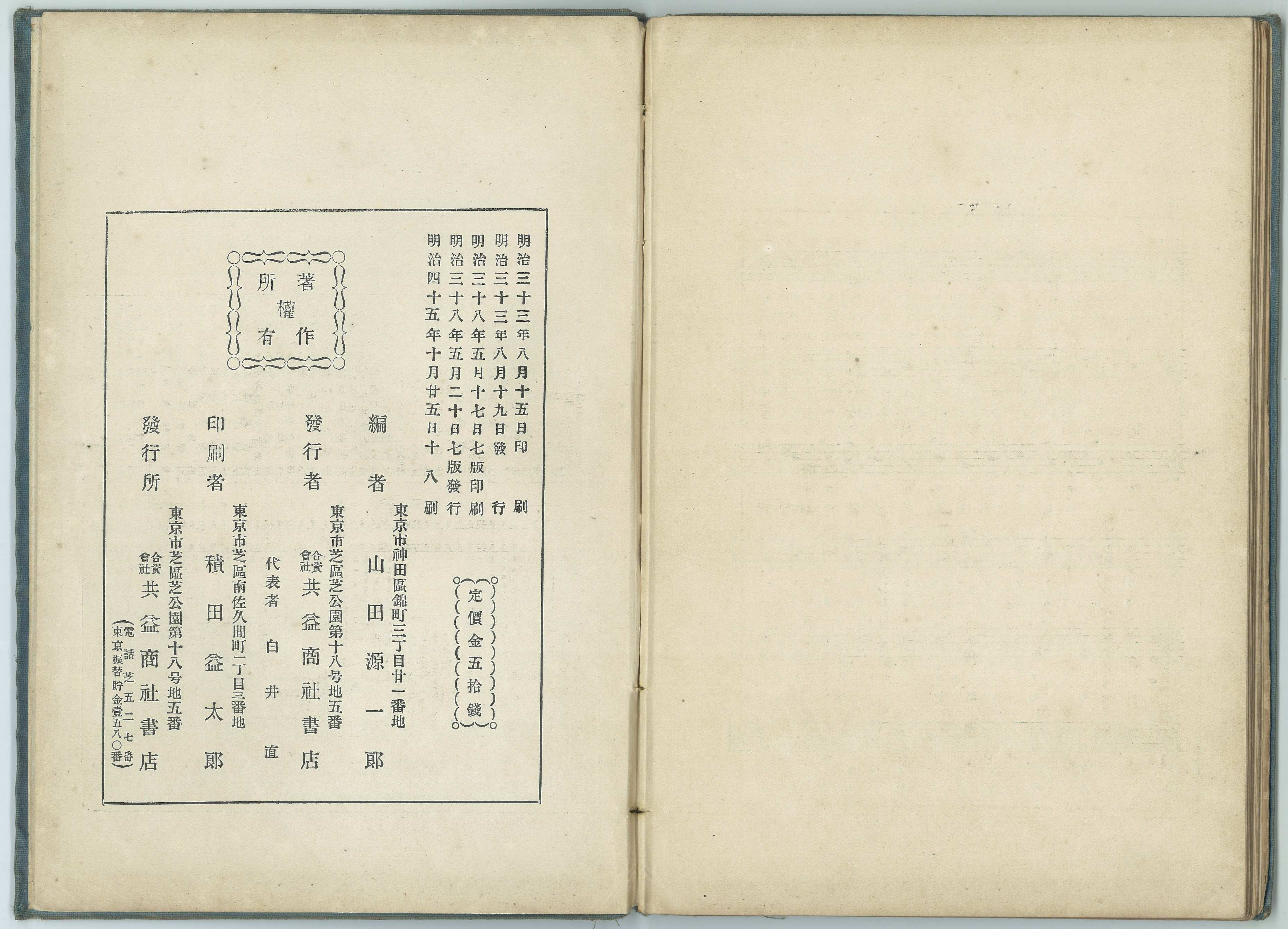
1900年出版日本書籍之版權頁

版權頁（拉丁語：Colophon），是書籍、期刊中記載出版品的作者、譯者、出版者、出版地、發行者、發行地、印刷者、出版時間和版次等資訊的頁面。東方式書籍多印在封底內頁，西方式書籍多印在書名頁反面。除了前述資訊，通常還會有「版權所有，請勿翻印」之類的著作權聲明，以及ISBN、售價和出版品預行編目（Cataloging in Publication）等訊息。